# برمودا هاندرد (ویرجینیا)
برمودا هاندرد (به انگلیسی: Bermuda Hundred) یک منطقهٔ مسکونی در ایالات متحده آمریکا است که در ویرجینیا واقع شده‌است.